# مجلس الشورى البحريني 2000
مجلس الشورى البحريني 2000، تشكل المجلس في 3 أكتوبر 2000 بموجب الأمر الأميري رقم 29 لسنة 2000  الذي أصدره صاحب الجلالة الملك حمد بن عيسى آل خليفة ملك مملكة البحرين وانتهت مدة المجلس في 14 فبراير 2002 حيث صدر أمر ملكي بحل المجلس وألغاء الأمر الأميري رقم 9 لسنة 1992 بأنشاء مجلس الشورى وذلك بعد صدور دستور البحرين 2002 ، وترأس هاذا المجلس إبراهيم محمد حميدان والذي تولى الرئاسة منذ 27 ديسمبر 1992.

## أعضاء مجلس الشورى

### أعضاء مجلس الشورى البحريني 2000
- إبراهيم محمد حميدان - رئيس مجلس الشورى
- جمال محمد فخرو - النائب الأول لرئيس مجلس الشورى
- خالد حسين المسقطي - النائب الثاني لرئيس مجلس الشورى منذ 2 أكتوبر 2001
- الدكتور فؤاد صالح شهاب - النائب الثاني لرئيس مجلس الشورى سابقاً خلال الفترة 3 أكتوبر 2000 حتى 2 أكتوبر 2001
- إبراهيم داود نونو
- إبراهيم محمد علي زينل
- أحمد مبارك النعيمي
- أحمد محسن سلوم
- ألس توماس سمعان
- الدكتور باقر سلمان النجار
- الدكتورة بهية جواد الجشي
- تقي محمد البحارنة
- جاسم أحمد الوفي
- الدكتور حافظ إبراهيم المطوع
- حامد عبدالرحمان المحمود
- الدكتور حسين حميد العريض
- خليفة أحمد البنعلي
- خليفة أحمد الظهراني
- عبدالحسين علي ميرزا
- عبدالرحمان إبراهيم عبدالسلام
- عبدالرحمان محمد جمشير
- عبدالله محمد جمعة
- عبدالرضا عبدالله العصفور
- عبداللطيف جاسم السكران
- عبداللطيف عبدالرحمان جناحي
- الدكتور علي جعفر العرادي
- علي محمد جبر المسلم
- الدكتور علي محمد مطر
- الدكتور علي منثور شهاب
- فيصل حسن عبدالله فولاذ
- محمد حسن السيد علي كمال الدين
- محمد صالح الشيخ عبدالله
- محمد أحمد داداباي
- الشيخ الدكتور محمد علي منصور الستري
- محمد يوسف السيد
- مراد علي مراد
- الدكتورة مريم عذبي الجلاهمة
- منصور حسن بن رجب
- الدكتورة منى راشد الزياني
- الدكتور هلال مهنا الشايجي

## أدوار الانعقاد

### قائمة أدوار انعقاد مجلس الشورى 2000
| دور الانعقاد               | بداية الفترة  | نهاية الفترة   |
| -------------------------- | ------------- | -------------- |
| دور الانعقاد العادي التاسع | 3 أكتوبر 2000 | 31 مايو 2001   |
| دور الانعقاد العادي العاشر | 2 أكتوبر 2001 | 14 فبراير 2002 |